# Europapokal der Pokalsieger 1974/75
Der Europapokal der Pokalsieger 1974/75 war die 15. Ausspielung des Wettbewerbs der europäischen Fußball-Pokalsieger. An ihm nahmen 32 Klubmannschaften aus 32 Ländern teil, darunter 22 nationale Pokalsieger sowie 10 unterlegene Pokalfinalisten (Dundee United, Benfica Lissabon, AS Monaco, FC Avenir Beggen, Roter Stern Belgrad, Enosis Neon Paralimni FC, Slavia Prag, Gwardia Warschau, Dynamo Kiew und Bursaspor). Vorjahressieger 1. FC Magdeburg hatte sich als DDR-Meister für den Europapokal der Landesmeister 1974/75 qualifiziert und konnte seinen Titel daher nicht verteidigen. Albanien meldete wie im Vorjahr wiederum keine Mannschaft. Aus Deutschland waren DFB-Pokalsieger Eintracht Frankfurt, aus der DDR FDGB-Pokalsieger FC Carl Zeiss Jena, aus Österreich der ÖFB-Cupsieger FK Austria Wien und aus der Schweiz der FC Sion am Start.
Im ersten reinen Finale zweier Mannschaften aus dem Ostblock konnte Dynamo Kiew erstmals einen Europapokal für die Sowjetunion erringen.
Torschützenkönig wurde der Niederländer Willy van der Kuylen vom PSV Eindhoven mit insgesamt acht Toren.

## Modus
Die Teilnehmer spielten wie gehabt im reinen Pokalmodus mit Hin- und Rückspielen den Sieger aus. Gab es nach beiden Partien Torgleichstand, entschied die Anzahl der auswärts erzielten Tore (Auswärtstorregel). War auch deren Anzahl gleich fand im Rückspiel eine Verlängerung statt, in der auch die Auswärtstorregel galt.  Herrschte nach Ende der Verlängerung immer noch Gleichstand, wurde ein Elfmeterschießen durchgeführt. Das Finale wurde in einem Spiel auf neutralem Platz entschieden. Bei unentschiedenem Spielstand nach Verlängerung wäre der Sieger ebenfalls in einem Elfmeterschießen ermittelt worden.

## 1. Runde
Die Hinspiele fanden am 18. September, die Rückspiele am 2. Oktober 1974 statt.
|                       | Gesamt          |                     | Hinspiel | Rückspiel |
| --------------------- | --------------- | ------------------- | -------- | --------- |
| FC Liverpool          | 12:00           | Strømsgodset IF     | 11:00    | 1:0       |
| Eintracht Frankfurt   | 5:2             | AS Monaco           | 3:0      | 2:2       |
| Bursaspor             | 4:2             | Finn Harps          | 4:2      | 0:0       |
| Dundee United         | 3:2             | Jiul Petroșani      | 3:0      | 0:2       |
| Malmö FF              | 1:1 (5:4 i. E.) | FC Sion             | 1:0      | 0:1 n. V. |
| Sliema Wanderers      | 3:4             | Lahden Reipas       | 2:0      | 1:4       |
| Slavia Prag           | 1:1 (2:3 i. E.) | FC Carl Zeiss Jena  | 1:0      | 0:1 n. V. |
| Enosis Neon Paralimni | 1               | FC Avenir Beggen    |          |           |
| PAOK Thessaloniki     | 1:2             | Roter Stern Belgrad | 1:0      | 0:2 n. V. |
| Benfica Lissabon      | 8:1             | Vanløse IF          | 4:0      | 4:1       |
| Ferencváros Budapest  | 6:1             | Cardiff City        | 2:0      | 4:1       |
| Gwardia Warschau      | 3:3 (5:3 i. E.) | FC Bologna          | 2:1      | 1:2 n. V. |
| PSV Eindhoven         | 14:10           | FC Ards             | 10:00    | 4:1       |
| Dynamo Kiew           | 2:0             | ZSKA Sofia          | 1:0      | 1:0       |
| KSV Waregem           | 3:5             | FK Austria Wien     | 2:1      | 1:4       |
| Fram Reykjavík        | 0:8             | Real Madrid         | 0:2      | 0:6       |

## 2. Runde
Die Hinspiele fanden am 23. Oktober, die Rückspiele am 6. November 1974 statt.
|                     | Gesamt    |                      | Hinspiel | Rückspiel |
| ------------------- | --------- | -------------------- | -------- | --------- |
| FC Avenir Beggen    | 02:11     | Roter Stern Belgrad  | 1:6      | 1:5       |
| Malmö FF            | 3:1       | Lahden Reipas        | 3:1      | 0:0       |
| FC Liverpool        | (a)1:1(a) | Ferencváros Budapest | 1:1      | 0:0       |
| Real Madrid         | 5:2       | FK Austria Wien      | 3:0      | 2:2       |
| Eintracht Frankfurt | 3:5       | Dynamo Kiew          | 2:3      | 1:2       |
| Gwardia Warschau    | 1:8       | PSV Eindhoven        | 1:5      | 0:3       |
| Dundee United       | 0:1       | Bursaspor            | 0:0      | 0:1       |
| FC Carl Zeiss Jena  | (a)1:1(a) | Benfica Lissabon     | 1:1      | 0:0       |

## Viertelfinale
Die Hinspiele fanden am 5. März, die Rückspiele am 19. März 1975 statt.
|               | Gesamt          |                      | Hinspiel | Rückspiel |
| ------------- | --------------- | -------------------- | -------- | --------- |
| Real Madrid   | 2:2 (5:6 i. E.) | Roter Stern Belgrad  | 2:0      | 0:2 n. V. |
| Malmö FF      | 2:4             | Ferencváros Budapest | 1:3      | 1:1       |
| PSV Eindhoven | 2:1             | Benfica Lissabon     | 0:0      | 2:1       |
| Bursaspor     | 0:3             | Dynamo Kiew          | 0:1      | 0:2       |

## Halbfinale
Die Hinspiele fanden am 9. April, die Rückspiele am 23. April 1975 statt.
|                      | Gesamt |                     | Hinspiel | Rückspiel |
| -------------------- | ------ | ------------------- | -------- | --------- |
| Ferencváros Budapest | 4:3    | Roter Stern Belgrad | 2:1      | 2:2       |
| Dynamo Kiew          | 4:2    | PSV Eindhoven       | 3:0      | 1:2       |

## Finale
| Dynamo Kiew                                  | Dynamo Kiew | Ferencváros Budapest | Ferencváros Budapest |
| -------------------------------------------- | --- | --- | -------------------- |
| Dynamo Kiew                                  | \| 14. Mai 1975 in Basel (St. Jakob-Stadion) \| \| Ergebnis: 3:0 (2:0) \| \| Zuschauer: 10.897 \| \| Schiedsrichter: Bobby Davidson ( Schottland) \|                                                                                    | \| 14. Mai 1975 in Basel (St. Jakob-Stadion) \| \| Ergebnis: 3:0 (2:0) \| \| Zuschauer: 10.897 \| \| Schiedsrichter: Bobby Davidson ( Schottland) \|                                                         | Ferencváros Budapest |
| Dynamo Kiew                                  | Jewgeni Rudakow – Mychajlo Fomenko – Wolodymyr Troschkin, Stefan Reschko, Wiktor Matwijenko – Anatolij Konkow, Wladimir Muntjan, Wiktor Kolotow , Leonid Burjak – Wolodymyr Onyschtschenko, Oleh Blochin Cheftrainer: Waleri Lobanowski | István Géczi – Miklós Pataki – Győző Martos, Tibor Rab, István Megyesi – István Juhász, Tibor Nyilasi (60. Tibor Ohnhausz), József Mucha – Ferenc Szabó, János Máté, István Magyar Cheftrainer: Jenő Dalnoki | Ferencváros Budapest |
| Dynamo Kiew                                  | 1:0 Wladimir Onischtschenko (18.) 2:0 Wladimir Onischtschenko (39.) 3:0 Oleh Blochin (67.) | | Ferencváros Budapest |
| 14. Mai 1975 in Basel (St. Jakob-Stadion)    | | |                      |
| Ergebnis: 3:0 (2:0)                          | | |                      |
| Zuschauer: 10.897                            | | |                      |
| Schiedsrichter: Bobby Davidson ( Schottland) | | |                      |